# كلاب بن مرة
كِلاب بن مرة، أبو زهرة، هو الجد الخامس للنبي محمد. كان يسكن حوالي مكة مع بني كنانة، وذلك قبل أن يستولي ابنه قصي على مكة.

## نسبه
- هو : كِلاب بن مرة بن كعب بن لؤي بن غالب بن فهر بن مالك بن النضر بن كنانة بن خزيمة بن مدركة بن إلياس بن مضر بن نزار بن معد بن عدنان.[1]
- أمه : هند بنت سرير بن ثعلبة بن الحارث بن مالك بن النضر بن كنانة بن خزيمة بن مدركة بن إلياس بن مضر بن نزار بن معد بن عدنان. من قبيلة كنانة أبناء عمومة قريش، هي أم كلاب ويقال أم يقظة أيضاً.

## أولاده
- قصي بن كلاب.
- زهرة بن كلاب.
- نُعمُ بنت كلاب[2]

## طالع كذلك
| سبقه مرة بن كعب | نسب النبي محمد | تبعه قصي بن كلاب |